# Grupo de Teatro Aarohan
Grupo de Teatro Aarohan (Nepali: आरोहण नाटक समूह) (comumente conhecido como Aarohan Gurukul e também como Teatro Aarohan e Teatro Gurukul) é um grupo de teatro do Nepal. Ele produz espetáculos que incorporam diversas culturas, religiões e rituais do Nepal. O grupo produziu 15 programas para a Televisão do Nepal e diversas peças radiofônicas, incluindo uma série de 136 episódios. Suas peças já foram apresentadas na Índia, China, Paquistão, Bangladesh, Rússia, Coreia do Sul, Tailândia, Noruega, Dinamarca e nos Estados Unidos. O grupo possui dois auditórios em sua sede em Biratnagar.

## História
O Grupo de Teatro Aarohan foi fundado em 1982 por um grupo de artistas teatrais de Biratnagar e registrado no Escritório de Administração Distrital de Morang, em Biratnagar. Posteriormente, expandiu suas atividades para Katmandu, alugando um espaço em Purano Baneswhor.
O Grupo de Teatro Aarohan ampliou seu trabalho para outras localidades e fundou o Gurukul, a primeira escola de teatro do Nepal, em Katmandu em 2003. Desde sua criação, o grupo passou a ser chamado de Aarohan Gurukul pelo público e pela mídia. Localizado em Old Baneshwar e dirigido pelo diretor teatral Sunil Pokharel, o Aarohan Gurukul tornou-se um espaço comum para artistas teatrais profissionais e amadores. Em poucos anos, conseguiu construir dois teatros: o Teatro Sama e o Teatro Rimal, em homenagem aos dramaturgos nepaleses de primeira geração Balkrishna Sama e Gopal Prasad Rimal.
Em 2010, construiu outro auditório em sua sede em Biratnagar, denominado Teatro Sushila Koirala, em homenagem a Sushila Koirala, a primeira diretora de teatro de Biratnagar. O Aarohan Gurukul contava com dezenas de artistas talentosos, realizava apresentações regulares, publicações e festivais teatrais de âmbito nacional e internacional. O Festival Internacional de Teatro de Katmandu, realizado a cada dois anos de 2008 a 2012, foi crucial para conectar Katmandu com o teatro internacional. O grupo também publicou livros e periódicos e organizou seminários sobre teatro. Durante um período de turbulência política no Nepal, o Gurukul tornou-se um espaço público significativo.
Entre 2003 e 2012, o Aarohan Gurukul trabalhou com ONGs internacionais e agências bilaterais, como o MS Nepal e a Embaixada da Noruega no Nepal, além de escritórios do Governo do Nepal, como a Comissão Eleitoral do Nepal. Treinou grupos teatrais no Teatro Fórum Nepali, conhecido como Kachahari, desenvolvido por Augusto Boal e adaptado por Sunil Pokharel. Essas peças se tornaram uma ferramenta popular para conscientizar sobre direitos humanos em todo o país.
Em 2016, Aarohan preparou a peça Yajnaseni, escrita por Suman Pokhrel, e a encenou nos EUA, na Índia e no Nepal, estreando-a no Irvin Art Center, no Texas, EUA, sob a direção de Sunil Pokharel.

## Peças e Produções
- Dreams of Peach Blossoms/Aaruka Fulka Sapna[10]
- Agniko Katha, de Abhi Subedi[10]
- Thamelko Yaatraa[10]
- Ek Chihan[11]
- Mahila ka tin roop[12]
- Yajnaseni[9]

## Atividades
O grupo treina artistas e promove atividades teatrais em 55 distritos do Nepal, incluindo populações marginalizadas, como varredores de rua, trabalhadores de fábrica, estudantes, jornalistas e enfermeiros.
Trabalha com grupos locais em parceria com o PNUD e organiza festivais nacionais e internacionais.
Conduz programas de drama juvenil para apoiar escolas interessadas em atividades criativas.
Está envolvido em movimentos pró-democracia, participando de manifestações em 1990 e 2006.

## Artistas Notáveis
- Sunil Pokharel, fundador
- Abhi Subedi, dramaturgo
- Suman Pokhrel, dramaturgo